# 豊田音頭
豊田音頭（とよたおんど）は、新潟県佐渡市豊田に伝わる伝統芸能。地蔵を背負って踊るのが特徴。

## 起源
妻子を亡くした男が、境内にある地蔵に眼を止め大きな地蔵を背負って踊り出した。それがきっかけで、地蔵を背負って踊るようになったという。

## 歴史
佐渡で音頭が流行したのは、佐渡金山が隆盛の江戸初期とされる。豊田でもお盆になると集落の中心にある大光寺で老若男女が集まり、踊り明かしたという。現在は豊田音頭保存会によって継承されているが、高齢化のため今後消滅してしまう可能性がある。佐渡市立真野小学校では同保存会の指導のもと、秋の学芸会で毎年5年生が豊田音頭を踊っている。現在背負われる地蔵は、重いものでは116kgある。